# Рольф Штайнер
Рольф Франц Гайнц Штайнер (нім. Rolf Franz Heinz Steiner; 3 січня 1933, Мюнхен) — німецький найманець.

## Біографія
Згідно заповіту матері, Рольф мав навчатися на священика, проте в 1950 році він вступив в Французький іноземний легіон. Учасник Першої індокитайської і Алжирської воєн. В 1959 році вийшов у безстрокову відпустку через туберкульоз. Пізніше працював на OAS, навчився працювати з пластиковою вибухівкою.
В 1967 році представники ігбо переконали Штайнера взяти участь у Громадянській війні в Нігерії. Під час служби Штайнер оголосив британського кореспондента Фредеріка Форсайта агентом МІ6, що було правдою. Коли про це дізнався Форсайт, то заарештував Штайнера і депортував в Лібревіль.
Учасник Першої громадянської війни в Судані, військовий радник південносуданських християнських повстанців. Був заарештований в Уганді безпосередньо перед переворотом Іді Аміна, який, ймовірно, симпатизував Штайнеру, і був екстрадований в Судан. Там в 1971 році Штайнера засудили до страти за найманство. Таким чином, Штайнер став першим білим найманцем в Африці, засудженим до страти за свою діяльність. Згодом вирок був замінений на 20 років ув'язнення. В березні 1974 року Штайнер був переданий в посольство ФРН для лікування, звідки його негайно доставили в Німеччину.
В квітні 1976 року адміністративний суд Кельна відхилив позов Штайнера проти Федерального міністерства закордонних справ, в якому війн вимагав дипломатичного імунітету від суданського уряду і компенсації в розмірі 12.5 мільйонів марок. В той же час з'явилась чутка, що Штайнер воює на боці християнських фалангістів у Лівані, проте газета Die Zeit опублікувала фотографію Штайнера як цивільного мешканця села в Мюнстерланді.
Востаннє Штайнер потрапив на заголовки газет в червні 1982 року, коли захищав себе в адміністративному суді Мюнхена від вимог уряду ФРН компенсувати витрати на його транспортування з Судану. Штайнер стверджував, що був змушений проникнути на територію Німеччини проти волі.